# Ла-Малашер
Ла-Малаше́р (фр. La Malachère) — коммуна во Франции, находится в регионе Франш-Конте. Департамент — Верхняя Сона. Входит в состав кантона Рьоз. Округ коммуны — Везуль.
Код INSEE коммуны — 70326.

## География
Коммуна расположена приблизительно в 320 км к юго-востоку от Парижа, в 24 км севернее Безансона, в 20 км к югу от Везуля.

## Население
Население коммуны на 2010 год составляло 271 человек.
| 1962 | 1968 | 1975 | 1982 | 1990 | 1999 | 2010 |
| ---- | ---- | ---- | ---- | ---- | ---- | ---- |
| 119  | 114  | 129  | 127  | 171  | 194  | 271  |

## Экономика

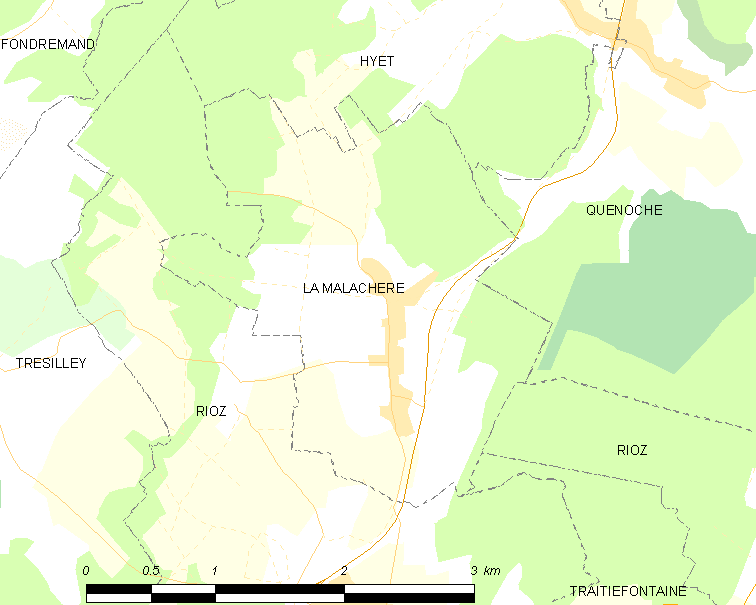
Карта коммуны

В 2010 году среди 179 человек трудоспособного возраста (15—64 лет) 135 были экономически активными, 44 — неактивными (показатель активности — 75,4 %, в 1999 году было 74,4 %). Из 135 активных жителей работали 131 человек (70 мужчин и 61 женщина), безработных было 4 (1 мужчина и 3 женщины). Среди 44 неактивных 18 человек были учениками или студентами, 20 — пенсионерами, 6 были неактивными по другим причинам.